# Марк Петрей
Марк Петре́й (лат. Marcus Petreius; около 110 — 46 гг. до н. э., провинция Африка) — римский военачальник и политический деятель, занимавший должность претора до 62 года до н. э. (предположительно в 64 году до н. э.). Командовал при разгроме Луция Сергия Катилины под Писторией (начало 62 года до н. э.), в 55—49 годах до н. э. управлял Лузитанией как представитель Гнея Помпея Великого. В гражданской войне 40-х годов до н. э. сражался против Гая Юлия Цезаря. В 49 году до н. э. был вынужден вместе с Луцием Афранием капитулировать при Илерде в Ближней Испании, потом присоединился к Помпею на Балканах. В 46 году до н. э. в Африке сыграл важную роль в успешном для помпеянцев сражении при Руспине. После разгрома при Тапсе покончил с собой вместе с царём Нумидии Юбой.
Согласно альтернативной версии, Марк Петрей, сражавшийся с Катилиной, и Марк Петрей, бывший легатом Помпея, — два разных человека.

## Биография

### Происхождение
Марк Петрей принадлежал к незнатному плебейскому роду и стал единственным носителем номена Петрей (лат. Petreius), вошедшим в большую историю. В источниках упоминается Гней Петрей Атинат, примипил в армии Квинта Лутация Катула во время Кимврской войны в 102 году до н. э., который мог быть отцом Марка. Гней был уроженцем маленького города Атина в Лации, в землях вольсков, в 18 километрах от Арпина; ещё один Петрей упоминается в надписи, найденной в городе Эзерния в Самнии.

### Карьера
Первые упоминания о Марке Петрее относятся к 62 году до н. э. Саллюстий характеризует его в связи с событиями того года как «старого военного», прослужившего в армии более 30 лет в качестве военного трибуна, префекта и легата; соответственно исследователи датируют рождение Марка приблизительно 110 годом до н. э. О деталях его карьеры ничего не известно. Петрей мог участвовать в многочисленных военных конфликтах, начиная с Союзнической войны 91—88 годов до н. э. Учитывая его тесные связи с Гнеем Помпеем Великим, антиковед Фридрих Мюнцер предположил, что сотрудничество двух полководцев началось в 70-е годы до н. э. в Испании, во время войны с Квинтом Серторием.
До 62 года до н. э. Петрей занимал должность претора. Предположительно, это было в 64 году: имена всех восьми преторов 63 года известны. Марк мог получить наиболее почётный пост городского претора (лат. praetor urbanus), и тогда именно к этому моменту его карьеры относится сообщение Валерия Максима об играх, для которых Петрей «отделал всю сцену золотом». Деньги на это могли быть взяты из военной добычи. В 63 году до н. э. Марк мог быть наместником одной из провинций; если это верно, то он досрочно отказался от наместничества, чтобы уже в конце года вернуться в Италию и в качестве легата присоединиться к армии консула Гая Антония Гибриды, воевавшего против мятежника Луция Сергия Катилины в Этрурии.
Известно, что Гай Антоний, которого связывала с Катилиной былая дружба, не хотел вступать в решительную схватку, а Петрей и квестор Публий Сестий настаивали на активизации боевых действий. В январе 62 года до н. э., когда две армии сблизились под Писторией и сражение стало неизбежным, Антоний под предлогом болезни передал командование Петрею. Тот сделал всё необходимое для победы: поставил в первых рядах боевого порядка ветеранов, речью поднял в солдатах боевой дух, а в решающий момент двинул в бой преторскую когорту. В результате мятежники были разгромлены, а Катилина погиб в схватке. Однако войско Антония понесло серьёзные потери, и в целом победа при Пистории была воспринята римским обществом неоднозначно. Поэтому Марк, хотя и показал себя способным полководцем, не смог претендовать на консулат.
В 59 году до н. э. Петрей поддержал оптиматов во главе с Марком Порцием Катоном, которые выступили против аграрного законопроекта одного из консулов — Гая Юлия Цезаря. Известно, что Катон был на время арестован, а Петрей в связи с этим заявил Цезарю: «Я охотнее буду с Катоном в тюрьме, чем с тобой в сенате». Тем не менее инициатива Гая Юлия стала законом.

### В Испании
В 55 году до н. э. Гней Помпей Великий стал консулом во второй раз и получил в управление на пять лет обе испанские провинции (в 52 году до н. э. его полномочия были продлены ещё на пять лет). Сам он туда не поехал, отправив вместо себя «своих друзей» с полномочиями легатов. Гай Веллей Патеркул уточняет, что одним из этих друзей стал Марк Петрей. Сначала Испания была поделена на две части (между Петреем и консуляром Луцием Афранием), потом — на три (добавился Марк Теренций Варрон). На начало 49 года до н. э. Петрей управлял Лузитанией с двумя легионами, Варрон — Дальней Испанией с ещё двумя легионами, а Афраний — Ближней Испанией с тремя легионами.

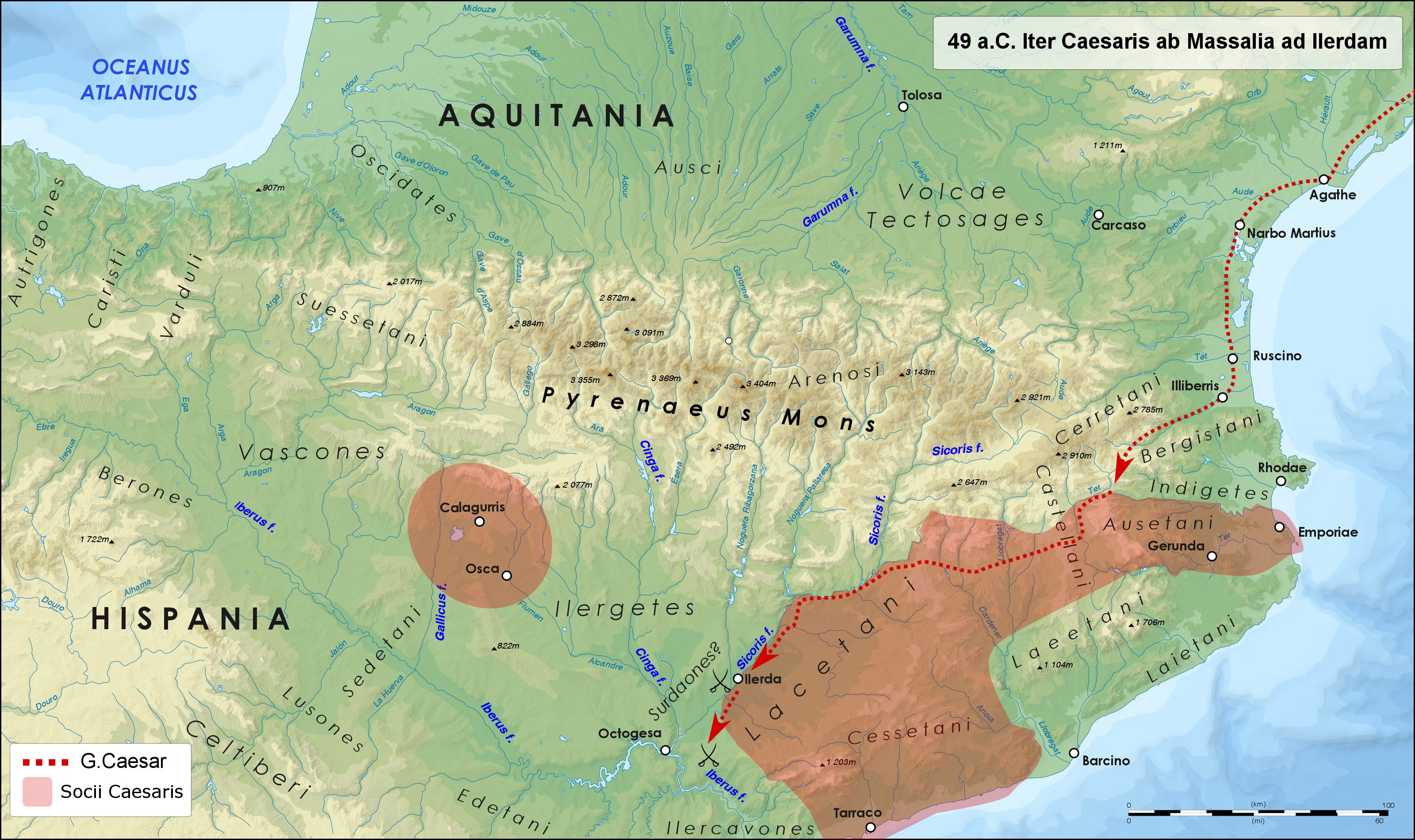
Боевые действия в Испании в 49 году до н. э.

Когда началась гражданская война между Цезарем и Помпеем (январь 49 года до н. э.), все испанские наместники поддержали последнего. Их легионы стали наиболее мощной частью помпеянских военных сил, а потому Цезарь нанёс главный удар именно по Испании. Петрей, набрав в своей провинции вспомогательные воинские части из местных племён, перебросил армию на север, чтобы совместно с Афранием отразить нападение. По-видимому, объединённой армией командовал Афраний: как консуляр он был выше по рангу, в ряде случаев античные авторы называют его одного в качестве командующего, а Петрей если и упоминается, то всегда на втором месте (только Марк Анней Лукан пишет, что армия подчинялась «двум равноправным вождям»). К тому же Цезарь в своих записках часто называет солдат вражеской армии «афранианцами». При этом исследователи констатируют, что Петрей превосходил коллегу военным опытом, решительностью и способностями полководца.
Помпеянцы заняли сильную позицию у города Илерда, между рекой Ибер и Пиренеями, чтобы встретить врага на подступах к своим провинциям. У них были пять легионов, около 80 когорт вспомогательных войск и пять тысяч всадников против шести легионов, пяти тысяч солдат вспомогательных войск и шести тысяч кавалеристов Цезаря. Солдаты последнего, уступая в численности, были более опытными, к тому же Афраний и Петрей совершили ошибку, отказавшись от отступления в глубь страны. Под Илердой развернулись бои, которые шли с переменным успехом. Иногда верх одерживали помпеянцы; Петрей и Афраний регулярно отправляли в Рим послания, в которых преувеличивали масштабы своих побед, и в результате многие столичные жители решили, что Цезарь скоро будет окончательно разгромлен.
Убедившись в превосходстве галльской конницы Цезаря и узнав о переходе на его сторону ряда местных общин (племён тарраконцев, авсетанов, яцетанов и иллурагвонцев, городов Оска и Калагуррис), Афраний и Петрей решили отступать в земли кельтиберов. Противнику удалось окружить их; после этого Афраний согласился капитулировать. Солдаты двух армий уже начали активно контактировать как друзья, когда вмешался Петрей: во главе преторской когорты он напал на цезарианцев, находившихся в помпеянском лагере. После этого он настоял на новой присяге и возобновлении боевых действий, но у помпеянцев практически не осталось продовольствия и фуража, так что чуть позже им всё-таки пришлось сдаться. Единственным условием победителя был роспуск всей армии.

### В Африке
После Илерды Петрей и Афраний направились к Помпею, собиравшему в это время армию на Балканах. Предположительно Марк командовал войсками на Пелопоннесе: в конце августа 48 года до н. э. он встретился в Патрах с Катоном, который привёл туда флот с Керкиры, как только узнал о фарсальском разгроме. После этого Петрей, по-видимому, вместе с Катоном переправился в Африку. Там руководство помпеянской «партии» предложило ему снова возглавить борьбу с Цезарем в Испании, но он это предложение отверг (до него так же поступил Афраний).
В начале 46 года до н. э. Петрей принял участие в боях с высадившимся в Африке Цезарем. На тот момент он занимал почётное место среди вождей помпеянцев благодаря своему рангу претория (бывшего претора) и военному опыту. 4 января Марк принял участие в битве под Руспиной, где под его началом сражались 1600 всадников и 7-8 тысяч легковооружённых пехотинцев (всей армией командовал Тит Лабиен). Помпеянцы рассчитывали окружить врага и уничтожить, как Гая Скрибония Куриона в 49 году до н. э. Им действительно удалось взять Цезаря в кольцо, но тот всё же смог прорваться и отступить в свой лагерь. При этом Аппиан пишет, что Лабиен и Петрей «одержали над Цезарем большую победу, обратив в бегство его войско и преследуя его с гордостью и презрением», но Лабиен оставил командование потому, что его сбросила лошадь; Петрей же, оказавшись во главе армии, решил, что исход войны в любом случае ясен, и приказал прекратить преследование бегущих со словами: «Не будем отнимать победу у нашего полководца Сципиона». Автор «Африканской войны» утверждает, что Петрей был тяжело ранен в этой битве.

### Гибель

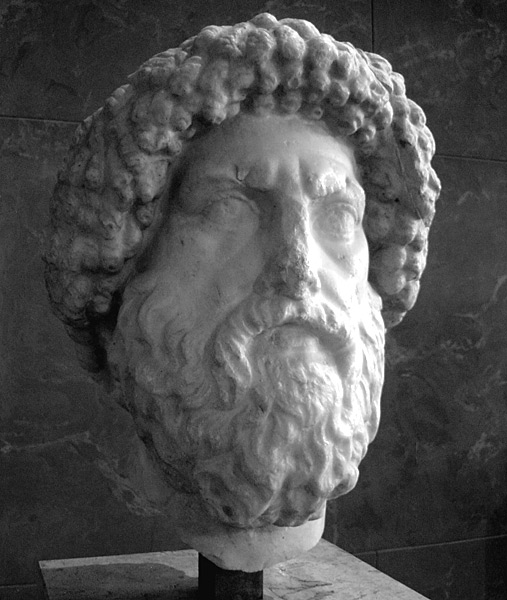
Юба I

6 апреля 46 года до н. э. при Тапсе произошло решающее сражение. Помпеянцы были наголову разгромлены. Петрей бежал с поля боя вместе с царём Нумидии Юбой и немногими всадниками. Беглецы попытались найти убежище в нумидийском городе Зама, но местные жители их не пустили, так что они укрылись на одной из царских усадеб. Понимая, что не могут рассчитывать на пощаду, Петрей и Юба решили покончить с собой.
В деталях данные источников об этом самоубийстве расходятся. По словам Аппиана, Петрей и Юба «убили друг друга за обедом». Из «Африканской войны» следует, что они, желая «иметь вид людей, погибших смертью храбрых», вступили в бой на мечах, и Марк заколол царя; после этого он попытался пронзить себя тем же мечом, но не смог и приказал своему рабу убить его. Тот подчинился. Многие комментаторы предполагают, что Петрей был слабее в силу почтенного возраста и тяжёлой раны, полученной за несколько месяцев до того, а потому видят здесь ошибку переписчика: не Петрей убил Юбу, а Юба Петрея. По данным Орозия, Марк заколол себя. В риторически приукрашенном виде это изобразил Луций Анней Флор: «Юба укрылся в своём дворце и на следующий день участвовал в роскошном пиршестве вместе со спутником по бегству Петреем. За столом и кубками он принял смерть от его руки. Петрея хватило не только для царя, но и для себя. Яства этого погребального пира были обрызганы одновременно кровью царя и римлянина».
Во время четверного триумфа Цезаря в том же году по улицам Рима пронесли, помимо всего прочего, «изображение Петрея, убивающего себя за обедом». Аппиан пишет, что народ, «хотя и не без страха, всё же издавал стоны», видя это.

## Потомки
У Марка Петрея был по крайней мере один сын (его преномен не называют источники), который попал в плен к цезарианцам после битвы при Тапсе и был убит по приказу Цезаря.

## Оценки личности и деятельности
В многочисленных произведениях Марка Туллия Цицерона Петрей почти не упоминается (исследователи связывают это со слишком серьёзными различиями в политических взглядах). Одним из немногих исключений стала речь «В защиту Публия Сестия», где оратор упоминает в связи с разгромом Катилины «исключительное присутствие духа» Петрея, его «преданность государству» и «выдающуюся доблесть в государственных делах». Гай Юлий Цезарь в своих «Записках о гражданской войне» приписывает Петрею и Афранию преувеличенное мнение о своих полководческих дарованиях, которое и предопределило ход событий под Илердой. Светоний и Аппиан в связи с теми же событиями противопоставляют «гуманности» Цезаря «суровость» Петрея, которая подтолкнула помпеянских солдат к капитуляции.
Исследователи констатируют, что Петрей был способным военачальником и демонстрировал отвагу, энергию, умение вести солдат за собой. Испанская армия во главе с Петреем и Афранием была самой серьёзной угрозой для Цезаря; при этом помпеянские полководцы совершили ошибку, когда встретили врага у границ своих провинций вместо того, чтобы затянуть войну. В результате Гай Юлий одержал одну из самых эффектных своих побед — одними манёврами заставил капитулировать сильную армию. При Руспине в 46 году до н. э., по мнению Сергея Утченко, Петрей упустил возможность уничтожить армию Цезаря, подобно Помпею при Диррахии двумя годами ранее.
В историографии существует гипотеза, согласно которой Марк Петрей, занимавший пост претора и сражавшийся против Катилины, и Марк Петрей, бывший легатом Гнея Помпея, — это два разных человека. Её сторонники констатируют, что Петрей-преторий должен был к 46 году до н. э. находиться в весьма почтенном возрасте; к тому же, выступая против Цезаря в 59 году до н. э., он выступал тем самым и против Помпея. Критики этого предположения обращают внимание на то, что номен Петрей был слишком редок, чтобы допустить примерно одновременное существование двух Марков Петреев.